# Stratovulkan

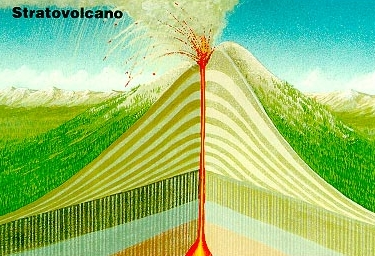
En genomskärning av en stratovulkan.

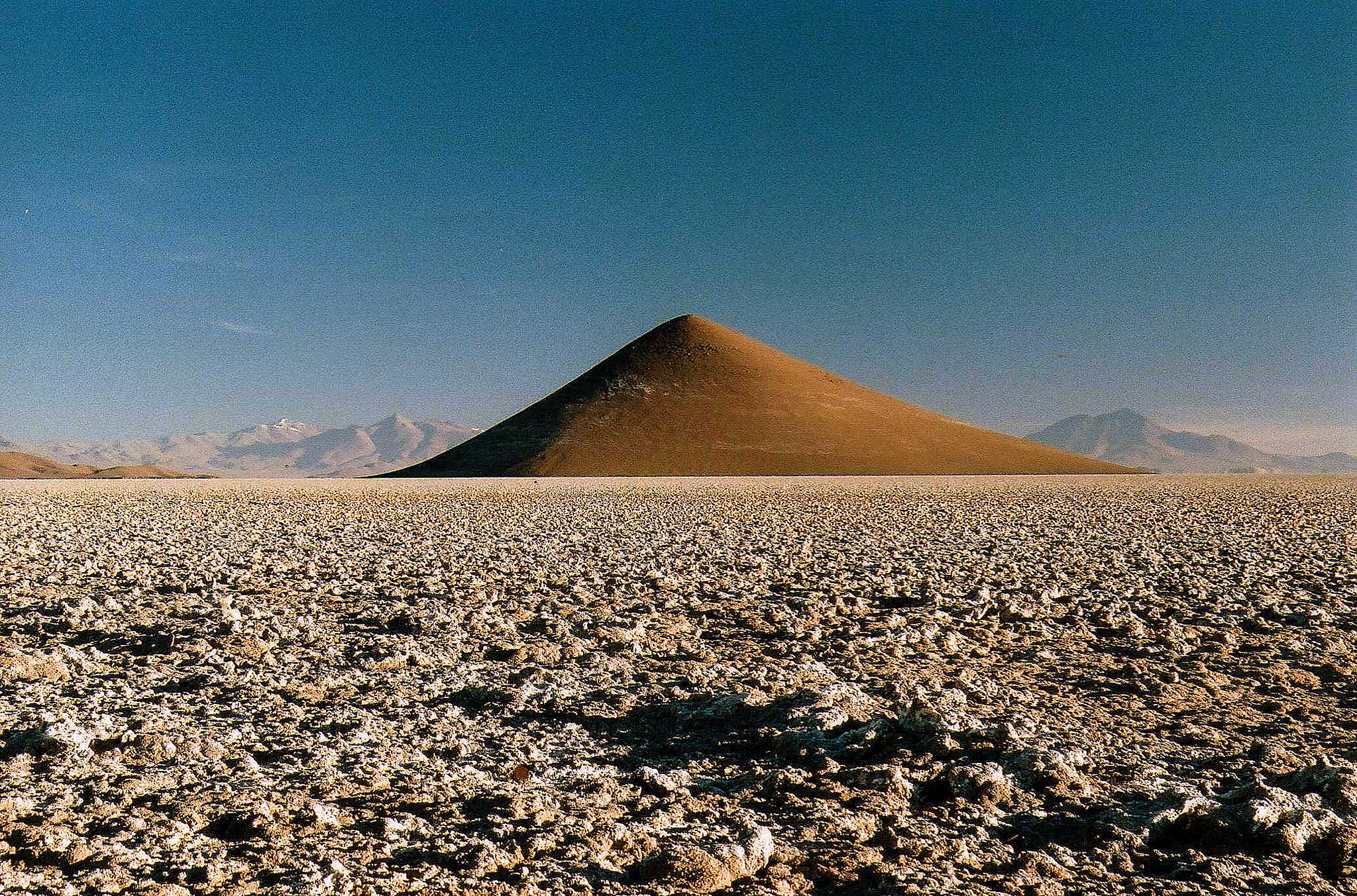
Stratovulkanen Cono de Arita i Salta, Argentina.

Stratovulkan, även kallad kompositvulkan, är en vulkantyp, som är uppbyggd av skikt med vulkanisk aska, lavabomber och andra lösa utbrottsprodukter varvade med tjocka, oftast trögflytande lavaflöden. 
Magman i tillförselkanalen kan även nå markytan via sidokanaler. På stratovulkaners sluttningar varvas lager av aska respektive stelnad lava. Stratovulkaner är den vulkantyp som har de brantaste sidorna och oftast når de högsta höjderna. Det är också den vulkantyp som orsakar de farligaste utbrotten med dödliga konsekvenser.   En känd stratovulkan är italienska Vesuvius, som begravde Pompeji i aska år 79. Världens högsta stratovulkan är Ojos del Salado i norra Chile på gränsen till Argentina. En stratovulkan får oftast sin lava från en lavakammare under marken.